# 배터리파크시티 페리 터미널
배터리파크시티 페리 터미널(영어: Battery Park City Ferry Terminal)은 뉴욕시 맨해튼 배터리파크시티에 위치한 여객선 터미널로, 뉴욕시의 허드슨강과 뉴저지주 게이트웨이를 잇는 여러 페리 노선이 배터리파크시티 터미널을 거친다. 터미널을 관할하며 통근 페리 노선을 운영하는 NY 워터웨이에서 배터리파크시티 페리 터미널은 브룩필드 플레이스(영어: Brookfield Place)로 명명하며, 또 다른 노선을 운영 중인 리버티 수상 택시에서는 터미널을 월드 파이낸셜 센터(영어: World Financial Center)라고 명명한다. 두 노선의 터미널 명명법은 모두 옛날에 월드 파이낸셜 센터로 알려진 브룩필드 플레이스에서 이름을 따왔다. NYC 페리가 세인트조지 터미널 방향의 노선을 운영할 때 배터리파크시티 터미널을 사용하기도 한다.
터미널은 베시 스트리트의 입구에 부양식 도크로 계류한 상태이다. 단선체선 구조물은 0.75에이커(0.30ha)의 면적을 차지하며 수면 아래 75피트(23m) 아래 암반에 고정된 두 개의 견인물을 가진 세계에서 가장 큰 구조물이다.

## 역사
맨해튼 남부와 코먼니파우 마을(오늘날의 저지시티) 사이의 정기 여객선 운항은 네덜란드 식민지 시대에 코먼니파우 페리가 설립된 1661년으로 거슬러 올라간다. 1764년 7월 저지시티 페리가 취항해 폴러스 후크와 코틀랜드 스트리트 입구의 메이저스 도크를 연결했다. 이후 1865년 리버티 스트리트 페리 터미널이 개통했고, 1874년 코틀랜드 스트리트 정거장이 개통되어 저지시티와 맨해튼 사이의 페리는 계속 운행되었고 1950년대와 1960년대에 페리 운행이 중단되었다. 1986년부터 NY 워터웨이는 허드슨강을 가로지르는 페리 운항을 재개했고, 1989년 세계 무역 센터역을 운행하는 PATH 열차의 러시아워 인파를 줄이기 위한 목적으로 배터리파크시티에서 페리 사로가 개장되었다. 2000년에 뉴욕 뉴저지 항만공사가 배터리파크시티 페리 터미널 건설을 처음으로 의뢰했지만, 9·11 테러 이후 계획은 보류되었다.
2006년 텍사스주 코퍼스크리스티에서 1,200톤급 선체가 건조되었으며, 브루클린 선셋파크 인근의 피어 39로 이송되어 터미널의 나머지 부분이 건설되었다. 총 5,000만 달러의 비용이 들었으며, 터미널은 배터리파크시티로 옮겨져 2009년 3월 18일에 개장했다. 배터리파크시티 페리 터미널 재건 프로젝트는 뉴욕 건설 뉴스에 의해 최우수 공공 공사 프로젝트로 선정되었다. 2013년 6월부터 배터리파크시티 페리 터미널을 사용하는 페리는 이전에 무시된 규칙이자 조종 및 경고 신호를 규정하는 국제 해상 충돌 방지 규정에 따라 경적을 울려 선박의 행동을 나타내어 많은 지역 주민이 이를 소음 공해로 인식하고 있다.

## 주요 노선

### 페리

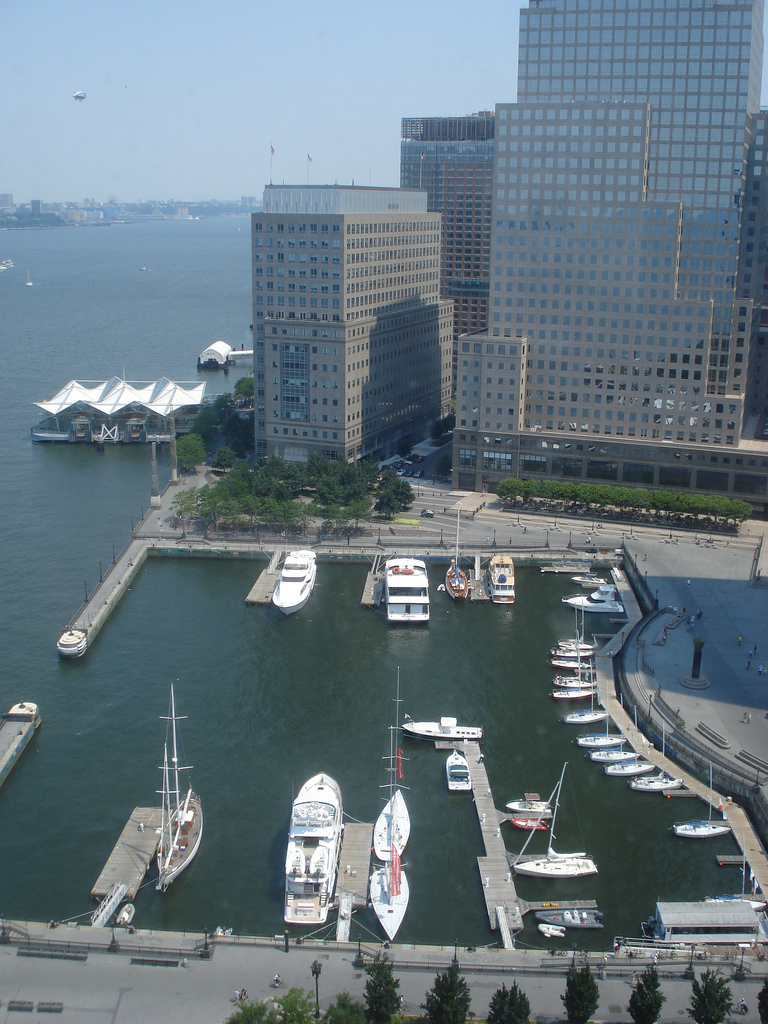
배터리파크시티의 노스 코브 지역

NY 워터웨이는 배터리파크시티 페리 터미널에서 가장 큰 노선을 운영하고 있다. 평일 러시아워에 위호켄의 포트 임페리얼까지 운행하고, 러시아워를 제외한 시간에는 호보컨의 14번가 터미널까지 운행하며, 평일에만 호보컨 터미널 및 폴러스 후크 페리 터미널까지 운행한다. 하버사이드역은 주 7일 운행한다. NY 워터웨이는 또한 평일 러시 아워에 벨포드에 도착하는 고속 페리를 보유하고 있으며 피어 11/월스트리트에 중간 기착지를 두고 있다.
리버티 수상택시는 워렌 스트리트에 중간 기착지를 두고 저지시티의 리버티 랜딩 마리나까지 페리 노선을 제공하며, 이 노선은 혼블로어 크루즈가 운영하고 자유의 여신상 기념물까지 운행하는 NYC 페리도 운영 중이다.
골드만삭스는 2013년 2월 19일부터 터미널과 폴러스 후크 페리 터미널 사이를 운행하는 페리 두 척을 위탁하여 배터리파크시티와 저지시티에 있는 사무실을 연결한다. 요크와 저지는 NY 워터웨이에 의해 운영되며 페리 서비스의 깃발을 게양하지만 그 이름이나 로고는 표시되지 않는다. 미국의 법에 따라 공공터미널을 이용하는 여객선은 일반인도 이용할 수 있어야 하기 때문에 골드만삭스의 여객선은 직원과 일반인 모두 이용할 수 있다.
2021년 8월부터는 NYC 페리가 세인트조지 터미널 노선을 취항했다. 배터리파크시티 페리 터미널은 세인트조지 터미널과 웨스트미드타운 터미널의 중간 기착지이다.

### 버스
시스트레이크는 라리탄 베이쇼어의 애틀랜틱하일랜즈와 하일랜즈를 연결하는 노선을 위해 피어 11/월스트리트로 가는 러시아워 셔틀 버스를 운영한다. 다운타운 커넥션 루프가 배터리파크시티 페리 터미널 인근에 정차하며, NYTC의 M9, M20 버스도 페리 터미널 인근에 정차한다.